# Kuzuluk, Durağan
Kuzuluk là một xã thuộc huyện Durağan, tỉnh Sinop, Thổ Nhĩ Kỳ. Dân số thời điểm năm 2011 là 259 người.